# アセトヘキサミド
アセトヘキサミド（Acetohexamide）は、スルホニルウレア系経口血糖降下薬の一種。日本ではジメリンの販売名で流通している。

## 作用機序
膵臓のランゲルハンス島のβ細胞を刺激し、内因性のインスリンの分泌を促進するとともに、肝臓での糖新生を抑制し血中への糖の放出を減少することにより、食事療法や運動療法で十分な効果が得られない場合の2型糖尿病（インスリン非依存型）に効果を表す。トルブタミド、クロルプロパミドとともにスルホニルウレア剤の第一世代に属するが、肝臓の糖新生抑制はアセトヘキサミドのみにみられる。

## 禁忌、副作用
1型糖尿病、重度のケトーシス、重度の肝・腎機能障害、胃腸障害のある患者への投与は禁忌である。低血糖、再生不良性貧血、溶血性貧血、無顆粒球症の副作用を生じることがある。

## 効能・効果
インスリン非依存型糖尿病